# ویلیام سی. ولدون
ویلیام سی. ولدون، (به انگلیسی: William C. Weldon) (زاده ۱۹۴۸) کارآفرین، بانکدار و مدیر ارشد اجرایی آمریکایی است، که اکنون به‌عنوان رییس هیئت مدیره بانک چیس فعالیت می‌کند. وی از اعضای هیئت مدیره جی‌پی مورگان چیس نیز می‌باشد.